# Заводский (пруд)
Заводский пруд (Магнитогорское водохранилище) — водохранилище на реке Урал в черте города Магнитогорска. С целью гарантированного водоснабжения Магнитогорска водохранилища Верхнеуральское и Магнитогорское эксплуатируются в каскадном режиме. В настоящее время Магнитогорское водохранилище резервный, аккумулирующий бассейн в этом каскаде.

## История
Водохранилище руслового типа, было создано для обеспечения нужд Магнитогорского металлургического комбината в 1931 году. Первоначально плотина располагалась в 11,5 км выше по течению современной, которая на картах указывается как Вторая плотина. Плотина первого водохранилища была на  тот момент самой длинной в мире, включала 102 арки. Площадь водохранилища составляла 13,5 км², полный объём около 30 млн м³. Позднее ниже по течению была построена вторая плотина, грунтовая, длиной 700 м и высотой 17,5 м, с максимальной пропускной способностью 2700 м³/с. Наполнение современного водохранилища началось 18 апреля 1937 года, оно сдано в эксплуатацию 27 октября 1939 года. Первая плотина при этом была затоплена.
В 1951 году через водохранилище переброшен мост «Центральный переход». В 1957 году завершено проектирование Южного моста (перехода) через Заводский пруд. В основу была положена уже проверенная конструкция Центрального перехода, но с увеличенными на несколько метров габаритами проезжей части, позволяющая осуществлять автомобильное движение по двум полосам движения в каждую сторону. Также на Южном мосту, по сравнению с Центральным, длина пролётов возросла почти в два раза, что позволило обойтись меньшим количеством опор. Южный переход опирается всего на три опоры, а на Центральном семь опор.
В середине 1980-х годов принято решение о строительстве нового моста. В его основе лежал типовой проект 1977 года, предназначенный для рек и протоков малой и средней интенсивности, разработанный для Волжского речного бассейна. В конце 1980-х годов отсыпаны широкие дамбы, на рубеже 1980-х и 1990-х годов был построен мост. Новый переход через Заводский пруд получил название «Казачья переправа», он находится в районе затопленной первой плотины.

## Гидрометрические показатели
Нормальный подпорный уровень (НПУ) водохранилища составляет 349,23 м, полный объём 174 млн м³, в том числе полезный объёмы 27 млн м³. Площадь водной поверхности при НПУ 33,4 км². Водохранилище мелководное: средняя глубина 5,2 м, максимальная глубина 12 м, площадь мелководий с глубиной менее 2 м 6 км². Длина водохранилища 18 км, средняя ширина 1,1 км, максимальная ширина 2,2 км. Площадь водосбора 6420 км². 

## Флора и фауна
Берега водохранилища пологие, покрытые преимущественно кустарником и травянистой растительностью. Ихтиофауна водохранилища: окунь, красноперка, судак, карп, щука, карась  и другие виды рыб. В 2020 годы с целью улучшения экологической обстановки водоём регулярно зарыбляется белым амуром и толстолобиком. Водохранилище используется для отдыха населения и рыболовства.